# 매듭 불변량

교차 수 불변량으로 정렬된 소 매듭.

매듭 이론에서 매듭 불변량은 동일한 각 매듭에 대해 동일하게 정의되는 양이다. 이러한 양은 넓은 의미에서 어떤 수학적 대상도 될 수 있다. 매듭의 동일성은 주로 주변 동위에 의해 주어지지만 위상동형에 의해 주어질 수 있다. 일부 불변량은 실제로 대수적인 의미의 수이지만, 불변량은 예/아니오 대답과 같은 단순한 것부터 호몰로지 이론과 같은 복잡한 것까지 다양하다. 예를 들어, 매듭 불변량은 매듭 K에 양 φK를 할당하는 규칙이고, K 와 K' 가 동일하면 φ(K) = φ(K')이다. 불변량에 대한 연구는 한 매듭을 다른 매듭과 구별하는 기본적인 문제에 의해 동기가 부여될 뿐만 아니라 매듭의 기본 성질 및 수학의 다른 분야와의 관계를 이해하기 위한 것이다. 따라서 매듭 불변량은 매듭 분류에 사용되며, "열거"와 "중복 제거" 모두에서 사용된다.
현대적인 관점에서 매듭 다이어그램으로부터 매듭 불변량을 정의하는 것이 자연스럽다. 물론 이는 라이데마이스터 변형에 의해 바뀌지 않아야 한다. 즉, 라이데마이스터 변형에 대해 불변이다. 삼색 칠하기 가능성(및 n-색칠 가능성)은 특히 간단하고 일반적인 예이다. 다른 예는 존스 다항식과 같은 매듭 다항식이다. 매듭 다항식은 현재 매듭을 서로 구별하는 데 가장 유용한 불변량 중 하나이지만, 현재 모든 매듭을 서로 구별하는 매듭 다항식이 있는지 여부는 알려져 있지 않다. 그러나 호바노프 호몰로지 및 매듭 플뢰어 호몰로지와 같이 풀린매듭을 다른 모든 매듭과 구별하는 불변량은 존재한다.
다른 불변량은 매듭 다이어그램의 일부 정수 값 함수를 고려하고 주어진 매듭의 모든 가능한 다이어그램에 대해 최소값을 취함으로써 정의될 수 있다. 이 범주에는 매듭 다이어그램에 대한 최소 교차 수인 교차 수와 매듭 다이어그램에 대한 최소 다리 수인 다리 수가 포함된다.
역사적으로 초기 매듭 불변량의 대부분은 먼저 다이어그램을 선택하여 정의되지 않고 본질적으로 정의되어 이러한 불변량 중 일부를 계산하는 것이 어려울 수 있다. 예를 들어, 매듭 종수는 계산하기가 특히 까다롭지만 효과적일 수 있다(예: 변이를 구별하는 경우).
매듭 자체의 여공간(위상수학적 공간으로서의)은 주어진 매듭을 주변 동위 및 거울상까지 다른 모든 매듭과 구별한다는 의미에서 Gordon-Luecke 정리에 의해 매듭의 "완전 불변량"으로 알려져 있다. 매듭의 여공간과 관련된 일부 불변량에는 여공간의 기본군인 매듭군이 포함된다. 매듭 퀀들(영어: knot quandle) 도 이러한 의미에서 완전 불변이지만 두 개의 퀀들이 동형인지 여부를 결정하기는 어렵다.
Mostow-Prasad 강성에 의해 쌍곡 연환의 여공간에 대한 쌍곡 구조는 유일하다. 이는 쌍곡 부피가 이러한 매듭과 연환에 대해 불변임을 의미한다. 부피 및 기타 쌍곡 불변량은 매듭표 작성에 대한 광범위한 노력의 일부에 활용되어 매우 효과적인 것으로 입증되었다.
최근 몇 년 동안 잘 알려진 불변량을 범주화하는 매듭의 호몰로지 불변량에 대한 관심이 높아지고 있다. Heegaard 플뢰어 호몰로지는 오일러 지표가 매듭의 알렉산더 다항식인 호몰로지 이론이다. 호몰로지 불변량은 고전적 불변량에 대한 새로운 결과를 추론하는 데 효과적인 것으로 입증되었다. 다른 연구 라인을 따라, 오일러 지표가 존스 다항식인 호바노프 호몰로지라고 하는 매듭에 대해 조합적으로 정의된 코호몰로지 이론이 있다. 이것은 최근에 이전에는 증명에 게이지 이론이 필요한 슬라이스 종수의 경계를 얻는 데 유용한 것으로 나타났다. Mikhail Khovanov와 Lev Rozansky는 그 이후로 오일러 지표가 다른 고전적 불변량을 복구하는 여러 다른 관련 코호몰로지 이론을 정의했다. Catharina Stroppel은 양자군 불변량을 범주화하여 호바노프 호몰로지에 대한 이론적인 해석을 제시했다.
매듭 이론가와 과학자 모두 매듭의 "물리적" 또는 기하학적 특성을 이해하고 이를 위상 불변량 및 매듭 유형과 관련시키는 데 관심이 커지고 있다. 이 방향의 오래된 결과는 Fáry-Milnor 정리인데, 정리에 따르면 {\displaystyle \mathbb {R} ^{3}}안의 매듭 K와 p에서의 곡률 κ(p)에 대해 K의 전체 곡률이 부등식 {\displaystyle \oint _{K}\kappa \,ds\leq 4\pi }을 만족한다면,  K는 풀린매듭이다.
따라서 매듭이 있는 곡선의 경우 {\displaystyle \oint _{K}\kappa \,ds>4\pi }을 만족한다.
"물리적" 불변량 의 예는 특정 매듭 유형을 실현하는 데 필요한 단위 직경 밧줄의 길이인 밧줄 길이이다.

## 기타 불변량
- 연환수
- 유한 유형 불변량 (또는 Vassiliev 또는 Vassiliev–Goussarov 불변)
- 막대수

## 추가 자료
- Rolfsen, Dale (2003). 《Knots and Links》. Providence, RI: AMS. ISBN 0-8218-3436-3.
- Adams, Colin Conrad (2004). 《The Knot Book: an Elementary Introduction to the Mathematical Theory of Knots》 Repr., wi corr판. Providence, RI: AMS. ISBN 0-8218-3678-1.
- Burde, Gerhard; Zieschang, Heiner (2002). 《Knots》 2 rev. a exte판. New York: De Gruyter. ISBN 3-11-017005-1.